# Hochschule Stralsund

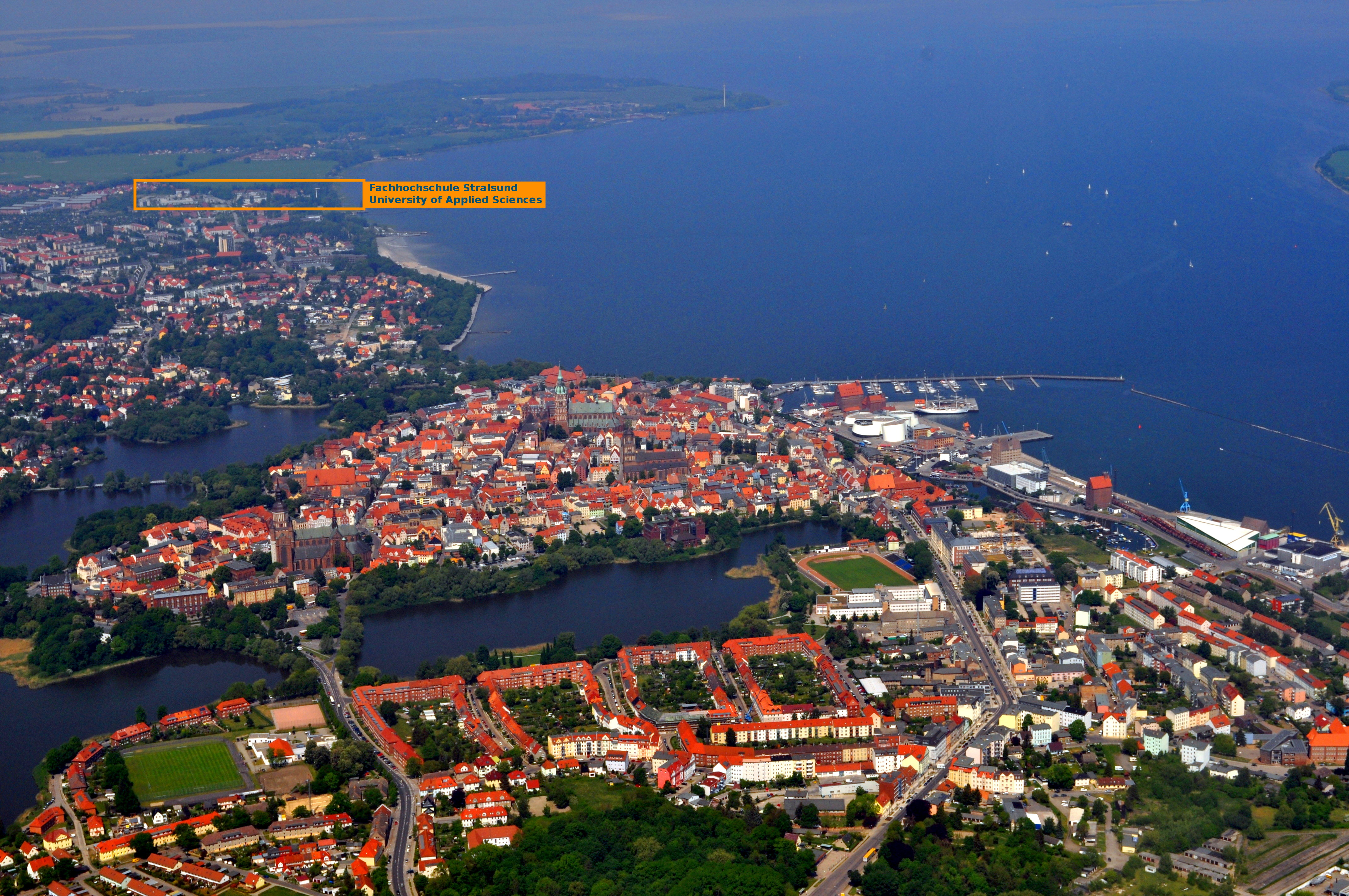
Luftbild von Stralsund mit der Altstadtinsel im Vordergrund. Der Campus der Hochschule (orange hervorgehoben) liegt im Norden der Stadt direkt am Strelasund, einer Meerenge der Ostsee. Das Strandbad von Stralsund schließt direkt südlich an.

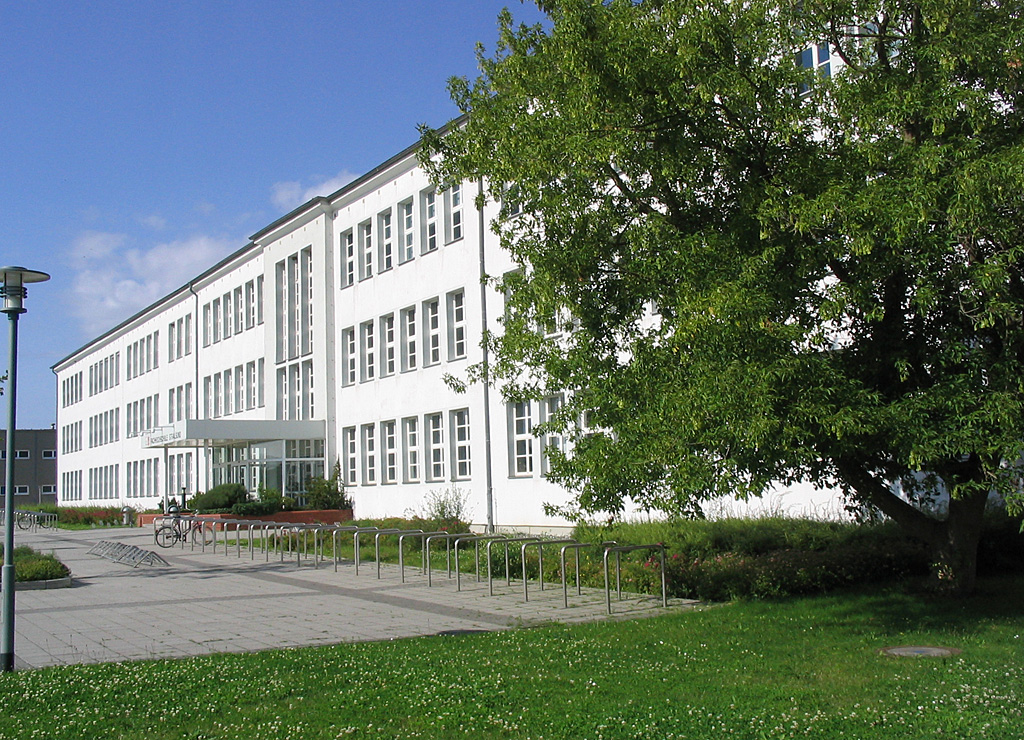
Haus 4, Fakultät Informatik/Elektrotechnik (Siehe auch: Bild 2)

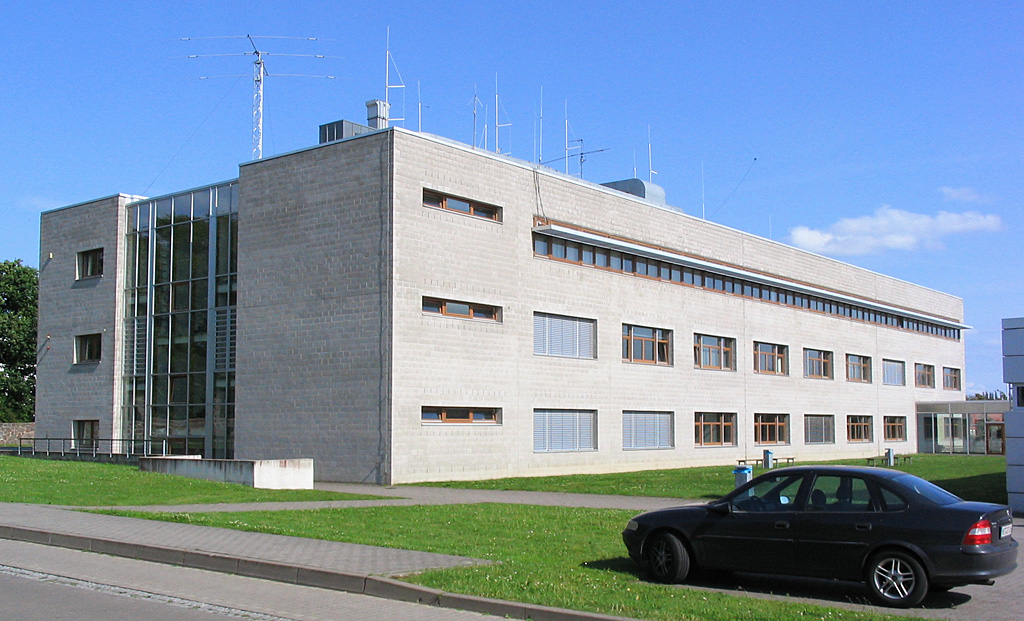
Haus 19, Fakultät Maschinenbau (Siehe auch: Bild 2)

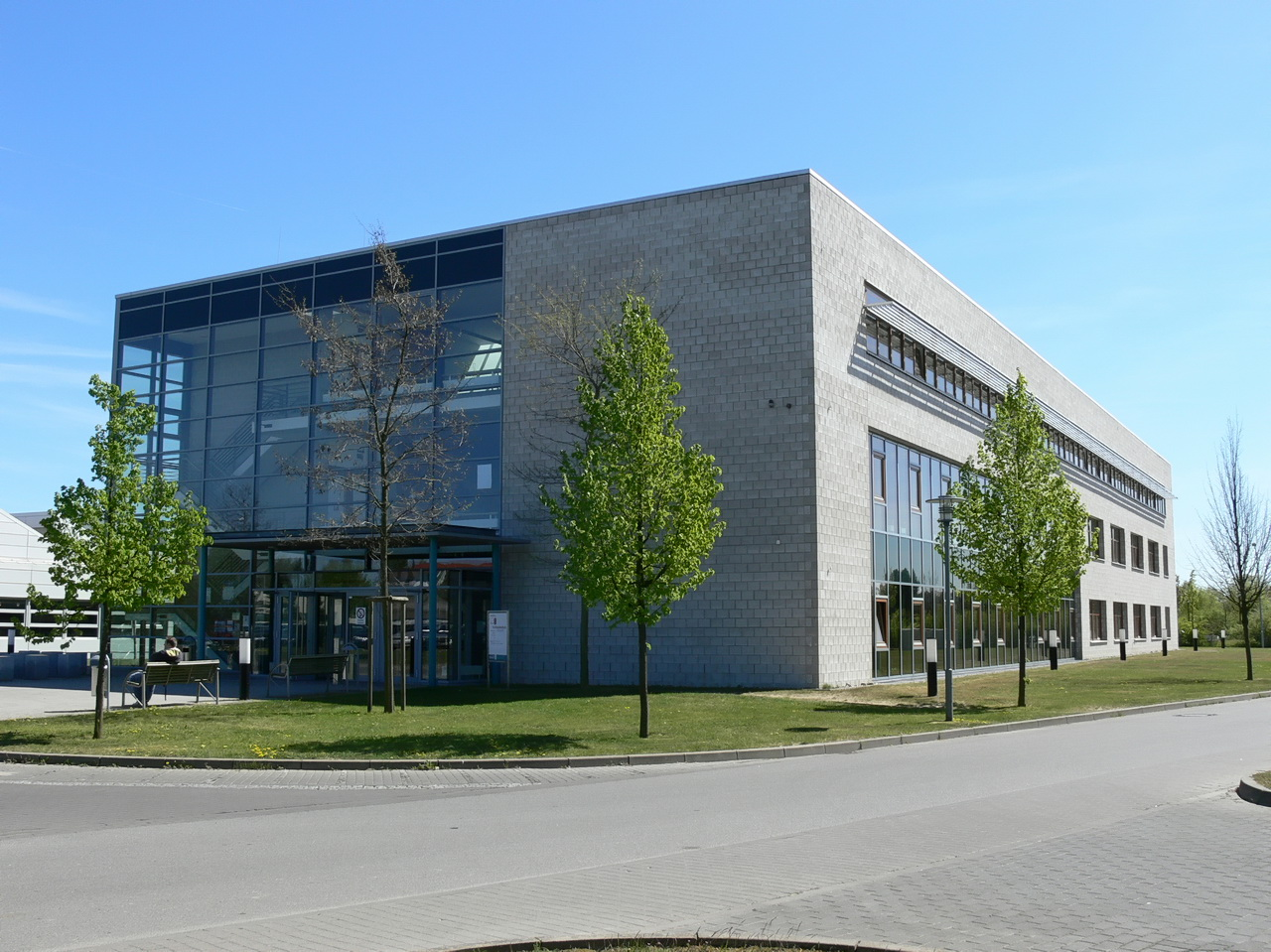
Haus 21, Fakultät Wirtschaft

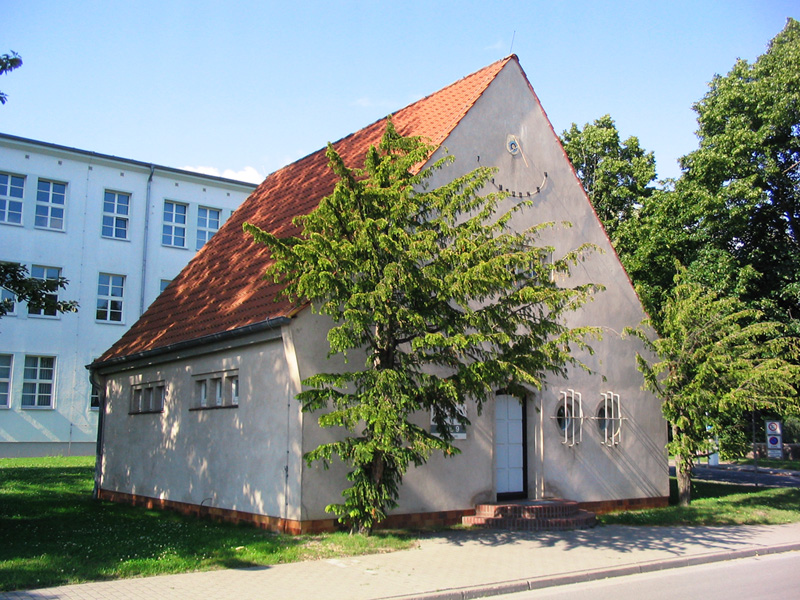
Haus 9 – Planetarium

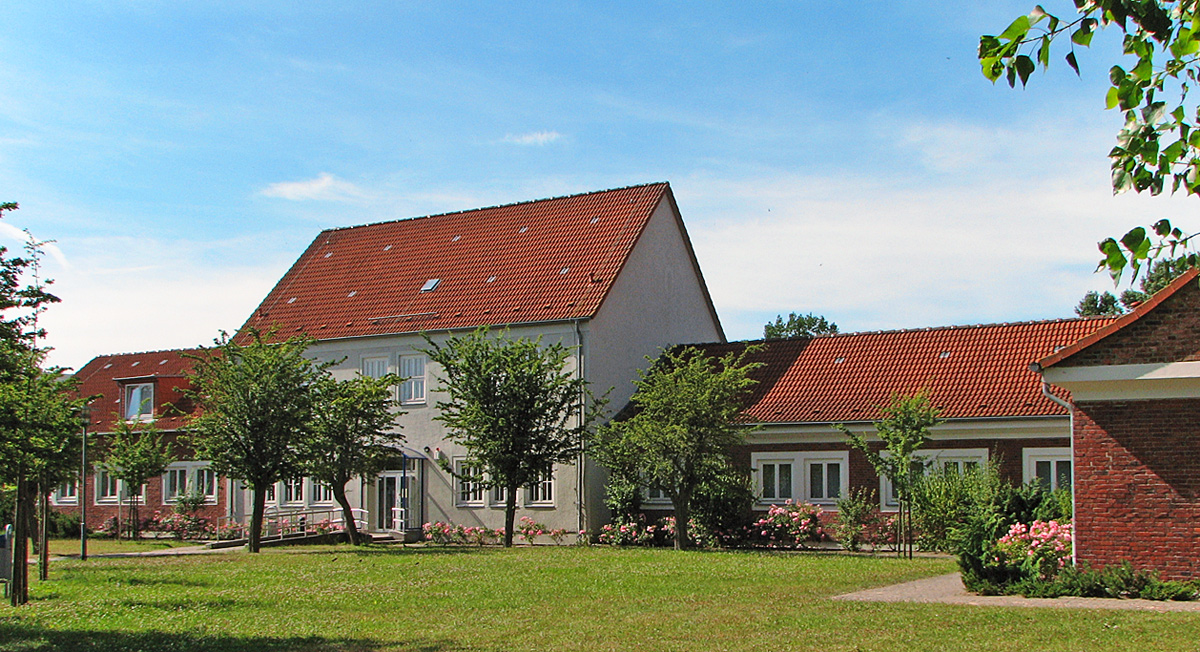
Bibliothek

Logo der Hochschule bis Februar 2017

Die Hochschule Stralsund (bis 28. Februar 2017: Fachhochschule Stralsund) ist eine Fachhochschule mit technisch-wirtschaftlichem Profil in Stralsund in Mecklenburg-Vorpommern. Sie wurde am 1. September 1991 gegründet. Die Hochschule zählt 1.996 Studierende (Stand: Sommersemester 2023).
Sie ist eine Campus-Hochschule; alle Fakultäten liegen auf einem zusammenhängenden Gelände im Norden der Stadt (Stadtteil Knieper Nord), direkt am Strelasund. Das Studierendenwerk Greifswald bietet auf dem Campus Wohnungen im Studentendorf Holzhausen an. Auch Sportstätten, die Hochschulbibliothek und eine Sternwarte befinden sich auf dem Campus.

## Geschichte
Die Hochschule Stralsund wurde am 1. September 1991 gegründet. Gründungsrektor war Günter Jorke (1939–2024), der bis zum Jahr 2004 Rektor der damaligen Fachhochschule blieb.
Das Gelände der Campus-Hochschule liegt im Norden Stralsunds. Fast alle Gebäude und Einrichtungen, die von 1960 bis 1990 zur Offiziershochschule der Volksmarine „Karl Liebknecht“ und 1990/91 zur Marineschule Stralsund gehörten, wurden seit der Gründung 1991 saniert, einige neu errichtet. Heute bieten alle Fakultäten der Hochschule fast durchgehend eine moderne Ausstattung. Für die Zukunft ist u. a. ein Erweiterungsbau für die Hochschulbibliothek geplant.

## Fakultäten
Die Hochschule Stralsund hat drei Fakultäten:
- Elektrotechnik und Informatik,
- Maschinenbau und
- Wirtschaft.

## Studiengänge
Alle Studiengänge der Hochschule sind auf die Bachelor- und Masterausbildung nach europäischem Standard umgestellt. Diese sind durch unabhängige und bundesweite Agenturen akkreditiert.

### Fakultät für Elektrotechnik und Informatik
- Bachelor
  - IT-Sicherheit & Mobile Systeme
  - Softwareentwicklung und Künstliche Intelligenz
  - Regenerative Energien (Schwerpunkte: Elektroenergiesysteme, Wärmeenergietechnik)
  - Elektrotechnik (Schwerpunkte: Automatisierungstechnik, Energietechnik, Nachrichtentechnik)
  - Wirtschaftsingenieurwesen Elektrotechnik
  - Medizinisches Informationsmanagement/eHealth[5]

- Master
  - Elektrotechnik (Schwerpunkte: Allgemeine Elektrotechnik oder Erneuerbare Energien)
  - Informatik
  - Medizintechnische Systeme
  - Renewable Energy and E-Mobility (durchgehend englischsprachig)

### Fakultät für Wirtschaft
- Bachelor
  - Betriebswirtschaftslehre (6 oder 7 Semester mit Praxissemester)
  - International Management Studies in the Baltic Sea Region (BMS) (internationales Management mit Spezialisierung auf den Ostseeraum – durchgehend englischsprachig)
  - Leisure and Tourism Management (Freizeit- und Tourismusmanagement, größtenteils englischsprachig)
  - Wirtschaftsinformatik
- Master
  - Gesundheitsökonomie
  - Management von kleinen und mittleren Unternehmen (KMU)
  - Tourism Development Strategies (2,3 oder 4 Semester, größtenteils englischsprachig)
  - Unternehmenssteuerrecht
  - Wirtschaftsinformatik

### Fakultät für Maschinenbau
- Bachelor
  - Maschinenbau
  - Maschinenbau – Dualer Studiengang (auslaufend bis Wintersemester 2020/21)
  - Produktionsmanagement (auslaufend, keine Immatrikulation mehr ab Wintersemester 2021/22)
  - Smart Production[6] (neu seit Wintersemester 2021/22)
  - Gesundheitstechnik und Management[7] (neu seit Wintersemester 2021/22)
  - Motorsport Engineering[8]
  - Wirtschaftsingenieurwesen
  - Wirtschaftsingenieurwesen/Frauenstudiengang (auslaufend bis Wintersemester 2020/21)
  - Internationales Wirtschaftsingenieurwesen (teils englischsprachig) (auslaufend)

- Master
  - Maschinenbau (Schwerpunkte: Regenerative Energietechnik, Fahrzeugtechnik oder Entwicklung und Produktion, teilweise englischsprachig)
  - Simulation and System Design (durchgehend englischsprachig)
  - Wirtschaftsingenieurwesen

- Diplom
  - Wirtschaftsingenieurwesen (Ergänzungsstudiengang, drei Semester)

## Internationales
Die Hochschule Stralsund pflegt internationale Kontakte zu mehr als 70 Hochschulen. International ausgerichtete Studiengänge ermöglichen ein Studium vollständig oder teilweise in englischer Sprache. Es werden zwei durchgehend englischsprachige Bachelor-Studiengänge International Management Studies in the Baltic Sea Region (BMS) und Leisure and Tourism Management (Freizeit- und Tourismusmanagement) angeboten. Drei durchgehend englischsprachige Master-Studiengänge sind Tourism Development Strategies, Simulation and System Design und Renewable Energy and E-Mobility. In einigen Studiengängen ist es möglich, in vier Semestern einen Doppelabschluss an der Hochschule Stralsund und zugleich einer Partneruniversität zu erlangen. So ist im Masterstudiengang Tourism Development Strategies beispielsweise ein Doppelabschluss an der Hochschule Stralsund und der Université du Littoral Côte d’Opale in Dunkerque möglich. Im Studiengang Elektrotechnik ist ein Doppelabschluss mit verschiedenen Schwerpunkten (Electrotechnics, Renewable Energy and E-Mobility oder Automation and Mechatronics) an der Hochschule Stralsund und der Elektrotechnischen Universität St. Petersburg möglich.
Die Fakultät Elektrotechnik und Informatik organisiert jährlich die zweiwöchige International Spring School, in der sich ausländische Studierende in Vorlesungen und Laborpraktika mit den Themen Brennstoffzelle und Wasserstofftechnologie sowie aktuellen Aspekten der regenerativen Energien beschäftigen.
An der Hochschule studierten zum Wintersemester 2019/20 362 Studierende aus dem Ausland, der Anteil international Studierender lag damit bei 15,34 %.

## Forschungs- und Entwicklungsschwerpunkte
- Gesundheitstechnik und Gesundheitstelematik
- Kommunikations- und Netzwerktechnik
- Künstliche Intelligenz
- Nutzung regenerativer Energiequellen mit Schwerpunkt Wasserstoff
- Regenerative Energien – Elektroenergiesysteme
- Fahrzeugtechnische Entwicklungen
- Strömungsmechanische Phänomene
- Innovative Werkstoffe
- Produktionstechnik
- Facility Management/Ganzheitliche Projektierung
- Gründungslehre/Marketing
- Unternehmensentwicklung im Mittelstand
- Electronic Commerce und Entwicklung virtueller Lehr- und Lernformen
- Internationale Managementfragen, insbesondere im Ostseeraum
- Freizeit- und Tourismusmanagement

## Eingegliederte Institute
- Institut für Regenerative EnergieSysteme – IRES[11]
- Institute for Applied Computer Science – IACS[12]

## Angegliederte Institute
- Institut für Angewandte Informatik e. V.
- Institut für Energie und Umwelt e. V.
- Steinbeis-Transferzentrum Bildverarbeitung und Medizininformatik[13]
- Steinbeis-Transferzentrum Projektierung und Evaluierung von Netzwerken[14]

## Partner in der angewandten Forschung
Die Hochschule Stralsund pflegt als Fachhochschule den wechselseitigen Austausch mit Unternehmen, Institutionen und Bürgern. Neben den beiden Aufgabenbereichen Lehre und Forschung ist dies eine wesentliche Aufgabe, um das Potential der Akteure aus Wissenschaft, Wirtschaft und Gesellschaft gemeinsam einzusetzen. Die Transferprojekte orientieren sich an den Forschungsschwerpunkten der Hochschule.
Unter anderem mit folgenden Partnern pflegt die Hochschule Stralsund Kooperationen:
- Arbeitsgemeinschaft industrieller Forschungsvereinigungen AiF
- ATI Küste GmbH – Gesellschaft für Technologie und Innovation (Unternehmensberatung, Rostock; gegründet 1993)[15]
- Bundesministerium für Bildung und Forschung
- Bundesministerium für Wirtschaft und Technologie
- Forschungsverbund Mecklenburg-Vorpommern e. V.
- Forum für Wissenschaft, Industrie und Wirtschaft
- Informationsdienst Wissenschaft
- IT-Lagune e. V.[16]
- Leibniz-Institut für Plasmaforschung und Technologie e. V.
- Max-Planck-Institut für Plasmaphysik, Teilinstitut Greifswald
- Ministerium für Bildung, Wissenschaft und Kultur M-V
- Patent- und Verwertungsagentur MV
- Regionale Wirtschaftsinitiative Mecklenburgische Seenplatte (RWI)
- seysol GmbH & Co. KG, Stralsund (Firma für Klimatechnik, insbesondere in Verbindung mit der Nutzung regenerativer Energien; 2005 gegründet)[17]
- Siemens AG, Zweigniederlassung Greifswald
- SIV.AG (Software- und Beratungshaus für die Energie- und Wasserwirtschaft)[18]
- Steinbeis-Stiftung
- Stralsunder Innovations- und Gründerzentrum (SIG)
- Technologiezentrum Vorpommern (TZV)
- Umweltministerium M-V
- Wirtschaftsministerium M-V

## Regelmäßige Veranstaltungen
- SUPA – Stralsunder Unternehmens-, Praktikanten- und Absolventenbörse. Eine der größten Karrieremessen in Norddeutschland mit durchschnittlich 130 Ausstellern, die auf dem Campus der HS Stralsund stattfindet. Die Firmenkontaktmesse bietet im zweijährlichen Rhythmus mit der IT-Messe einen Treffpunkt für Unternehmen, Institutionen und Einrichtungen. Ziel der Messe ist es, Angebot und Nachfrage am Arbeitsmarkt transparent zu machen und die Beteiligten zusammenzubringen.[19]
- REGWA – Symposium für REGenerative Energien und WAsserstofftechnologie des Instituts für Regenerative EnergieSysteme (IRES) an der Hochschule Stralsund. Dozenten halten Vorträge zu Themen der Energiewende für Interessierte aus der Mobilitätsbranche und dem Energiesektor. Jährlich wechselnde Themen sind u. a. Energienetze/Energieeinspeisung und Energiespeicherung, Energieeffizienz und Umweltschutz, Sektorenkopplung, Wasserstoff-Infrastruktur und Brennstoffzellenanwendungen, maritime Anwendungen, Wärmemanagement, Windenergie, Photovoltaik/Solarthermie, Hybridisierung von Antrieben und Energieversorgungssystemen und gesetzliche Regelungen der Energiepolitik.[20]
- STeP – Stralsunder Tagungen für erfolgreiche Partnerschaften ist eine Initiative der HS Stralsund in Kooperation mit dem Stralsunder Mittelstandsverein e. V. und der Wirtschaftsförderung der Hansestadt Stralsund. Durch einen Erfahrungsaustausch und Know-how-Transfer zwischen Studierenden und Professoren der Hochschule mit regionalen Wirtschaftsvertretern werden konkrete Lösungsansätze für aktuelle betriebswirtschaftliche Probleme und Herausforderungen entwickelt. Im Rahmen der Zusammenarbeit werden Projekte wie die Entwicklung eines Leitbildes, die Initiierung der Stadtmarke oder die Umsetzung moderner Managementtechniken in den Unternehmen initiiert und bis zur Umsetzung begleitet. Einmal jährlich findet der STeP-Kongress im Stralsunder Rathaus statt, bei dem sich Unternehmer, Wissenschaftler, Manager und weitere Interessierte zu Vorträgen, Diskussionen und zum Netzwerken treffen.[21]
- IT-Sicherheitskonferenz[22]
- Regionale IT-Messe für Vorpommern. Im zweijährlichen Rhythmus mit der SUPA bietet die IT-Messe den Unternehmen der IT- und IT-affinen Branchen die Möglichkeit, neue Kontakte zu knüpfen und bestehende Beziehungen zu vertiefen.
- Studium generale. Während der Vorlesungszeit finden, meist einmal im Monat, Vortragsveranstaltungen zu verschiedenen Themen der Wissenschaft und Wirtschaft im Rahmen der Vortragsreihe „Studium generale“ an der Hochschule Stralsund statt.[23]

## Studentenleben
Im Team Baltic Racing nehmen Studierende aller Fakultäten mit ihrem selbstentwickelten Rennwagen regelmäßig am weltweit größten Ingenieursnachwuchswettbewerb, der Formula Student, teil.
Das ThaiGer-H2-Racing-Team ist ein fakultätsübergreifendes studentisches Projekt, in dem wasserstoffbetriebene Rennwagen entwickelt und gebaut werden. Studierende erlernen und entwickeln Verfahren zur Nutzung regenerativer Energien, Fahrzeugbau, Management, Administration und Öffentlichkeitsarbeit. In den Jahren 2017, 2018, 2019 und 2022 holte das Team beim Shell Eco-Marathon, einem der weltweit größten Effizienzwettbewerbe rund um Mobilität, jeweils den Europameistertitel in der Kategorie Prototype.
Das dritte Racing-Team entwickelt, konstruiert und fertigt einen funktionsfähigen, optimierten und innovativen Rennmotorrad-Prototypen. Als deutschlandweit erstes Team hat das MariTeamRacing in der Kategorie „Petrol“ bereits einmal erfolgreich an der MotoStudent teilgenommen.
Auf dem Campus befindet sich ebenfalls das Studentenwohnheim Holzhausen, welches vom Studierendenwerk Greifswald betrieben wird.
Die Studentische Unternehmensberatung Stralsund e. V. organisiert Seminare für Studierende und Veranstaltungen an der HS, so etwa die IT-Messe VITA und die SUPA-Karrieremesse. Zudem können die Studierenden durch eine Mitgliedschaft praktische Erfahrungen in der Zusammenarbeit mit regionalen und bundesweit tätigen Unternehmen sammeln.
Von Studierenden, welche hauptsächlich dem Fakultät Elektrotechnik und Informatik angehören, werden Linuxworkshops, Linuxtage und LAN-Partys angeboten. Sie sind im studentischen IT-Verein Sund-Xplosion e. V. organisiert.
Jedes Jahr wird zu Semesterende im Juni unter dem Namen Campus Spektakel von Studierenden ein Freiluftkonzert auf dem Campus der HS Stralsund veranstaltet. Dort treten regional und überregional bekannte Bands auf. Diese Studierenden sind im Carpe Diem e. V. organisiert und betreiben Knuts Bar, einen Studentenkeller in der Innenstadt Stralsunds.

## Vereine
- Amateurfunk – Funkamateure an der HS Stralsund (DLØHST)
- Baltic Racing – Teilnehmer Formula Student Germany
- Carpe diem e. V. – Studentenverein der Hochschule – Organisation von Veranstaltungen, Konzerten, Betrieb der „Knuts Bar“ in der Innenstadt
- Hochschule Stralsund Alumni e. V.
- Hochschul-Sportgemeinschaft (FHSG Stralsund e. V.)
- MariTeam Racing – Teilnehmer MotoStudent
- Sund-Xplosion e. V. – IT-Studentenverein der Hochschule
- Studentische Unternehmensberatung Stralsund e. V.
- Studentenkino
- ThaiGer-H2-Racing Team – Teilnehmer Shell Eco-Marathon, Europameister 2017, 2018[27], 2019[28], 2022, 2023[29]
- Hochschul-Wassersportverein Stralsund e. V.
- Sundspace – Finanzierung, Organisation und der Bau einer zivilen Rakete